# Jo Swerling

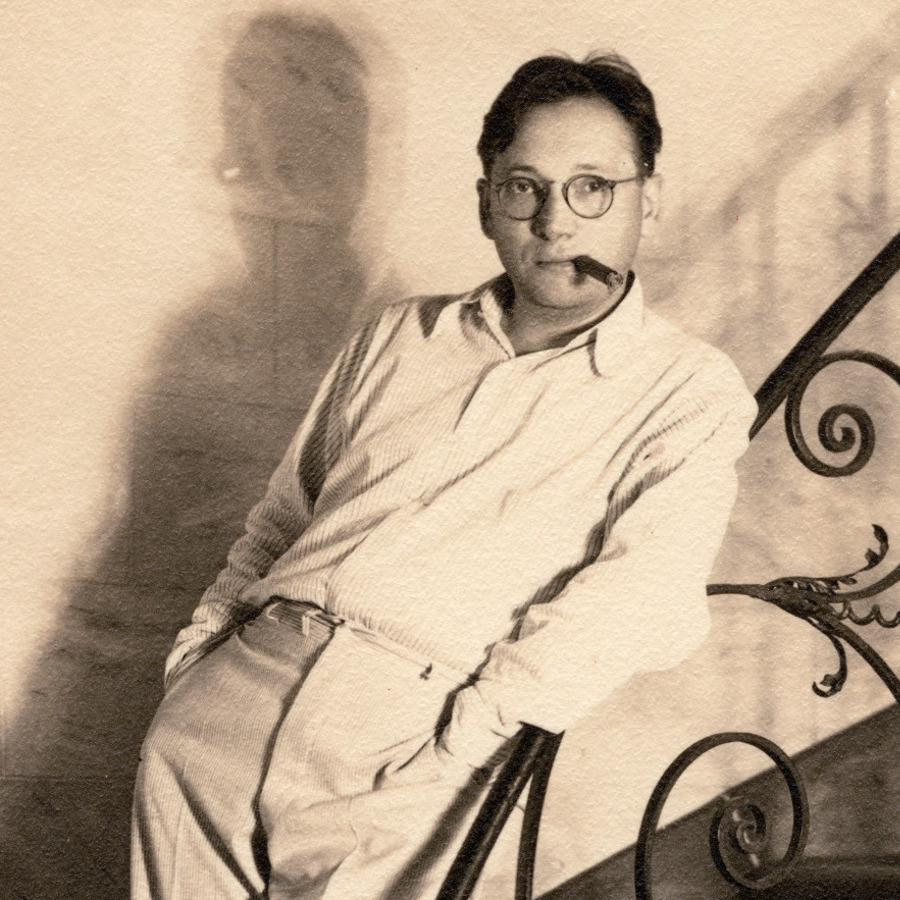
Jo Swerling

Jo Swerling (* 18. April 1893 in Berdytschiw, Russisches Kaiserreich; † 23. Oktober 1964 in Los Angeles, Kalifornien) war ein US-amerikanischer Drehbuchautor russischer Abstammung.

## Leben
Jo Swerling kam schon als Kind in die Vereinigten Staaten. Er verfasste Zeitungsartikel und Kurzgeschichten, bevor er auch Stücke für die Bühne schrieb. Mit der Einführung des Tonfilms bot sich ihm die Gelegenheit zur Mitarbeit an Drehbüchern für sehr erfolgreiche Filme. Swerling war in fast allen Genres zuhause und schrieb Drehbücher für Komödien ebenso wie Western, Abenteuerfilme und Musicals. Ab den 1950er Jahren arbeitete er dann fast ausschließlich für das Fernsehen. 
Er ist Vater des Wissenschaftlers Peter Swerling und des Fernsehproduzenten Jo Swerling Jr.

## Filmografie (Auswahl)
- 1929: Der Kiebitz (The Kibitzer) (nach seinem Bühnenstück)
- 1930: Ladies of Leisure
- 1931: Vor Blondinen wird gewarnt (Platinum Blonde)
- 1931: The Miracle Woman
- 1931: Das Luftschiff (The Dirigible)
- 1932: Hinter der Maske (Behind the Mask)
- 1932: Love Affair
- 1932: Das Washingtoner Karussell (Washington Merry-Go-Round)
- 1933: Man’s Castle
- 1935: Stadtgespräch (The Whole Town’s Talking)
- 1936: Pennies from Heaven
- 1937: Irren ist menschlich (Double Wedding)
- 1938: Im Namen des Gesetzes (I am the Law)
- 1939: Ein ideales Paar (Made for Each Other)
- 1939: Verrat im Dschungel (The Real Glory)
- 1940: In die Falle gelockt (The Westerner)
- 1941: König der Toreros (Blood and Sand)
- 1942: Der große Wurf (The Pride of the Yankees)
- 1943: Das Rettungsboot (Lifeboat)
- 1943: Crash Dive
- 1945: Todsünde (Leave Her to Heaven)
- 1947: Ist das Leben nicht schön? (It’s a Wonderful Life)
- 1953: Donner in Fern-Ost (Thunder in the East)
- 1955: Schwere Jungs – leichte Mädchen (Guys and Dolls)